# ولوگوپلی انارم
ولوگوپلی انارم (به انگلیسی: Velugupalli Annaram) یک روستا در هند است که در تلنگانا واقع شده‌است.

## خصوصیات
ولوگوپلی انارم ۴٬۲۹۰ نفر جمعیت دارد.